# Томаш Цивка
Томаш Цивка (пол. Tomasz Cywka, нар. 27 червня 1988, Глівіце) — польський футболіст, півзахисник клубу «Лех». Виступав, зокрема, за клуби «Віган Атлетік» та «Вісла» (Краків), а також молодіжну збірну Польщі.

## Клубна кар'єра

### Ранні роки
Народився 27 червня 1988 року в місті Глівіце, Сілезьке воєводство. Вихованець юнацьких команд футбольних клубів «Напжод» (Вешова), «Полонія» (Битом), «Зантка» (Хожув) та «Гурник» (Забже). У 2006 році був одним з провідних гравців «Гурника» (Забже) U-19, який вишрав юнацьку Екстраклясу.

### «Віган Атлетік»
Після тижневого перегляду у «Віган Атлетік», у липні 2006 року представник Прем'єр-ліги викупив у «Гурника» (Забже) талановитого поляка та підписав з ним 3-річний контракт. Дебютував за нову команду у вересні 2006 року, вийшовши на заміну в поєдинку Кубку ліги проти «Кру Александра».
У жовтні 2006 року виступав в оренді за «Олдем Атлетик» з Першої ліги, у футболці якого 4 рази виходив на поле з лави для запасних.
Свій другий поєдинок за «Віган» зіграв у січні 2009 року в рамках Кубку ФА проти «Тоттенгема», вийшовши на поле на 74-й хвилині. У лютому 2009 року Стів Брюс припустив, що Цивка знаходиться на межі потрапляння в першу команду, однак наступного місяця Томаш розірвав колінні зв'язки, через що вибув до завершення сезону.

### «Дербі Каунті»
25 березня 2010 року Цивка перейшов в оренду до завершення сезону у «Дербі Каунті» з англійського Чемпіоншипу. Дебютував за «Дербі» наприкінці програного поєдинку проти «Іпсвіча», після чого зіграв у чотирьох останніх матчах сезону. У квітні головний тренер «Каунті» Найджел Клаф розпочав переговори про те, щоб Томаш залишився на Прайд Парк Стедіум наступного сезону. 25 травня було оголошено, що 1 липня Томаш вже будучи вільним агентом підпише 2-річний контракт з «Дербі». Цьому посприяв і той факт, що «Віган» відмовився продовжувати угоду з поляком, оскільки місця в першій команді для нього вже не було.
Цивка зіграв у матчі-відкритті сезону 2010/11 років, на виїзді проти «Лідс Юнайтед», в якому «Ремс» перемогли з рахунком 2:1. Дебютним голом за команду відзначився у суботу 14 серпня 2010 року  у програному (1:2) домашньому поєдинку проти «Кардіфф Сіті». У тому поєдинку отримав перелом вилиці. Однак він швидко повернувся на футбольне поле, а 30 жовтня 2010 року в переможному (4:1) поєдинку проти «Вотфорда» відзначився своїм другим та третім голом за «Каунті», завдяки чому потрапив до Команди тижня Чемпіоншипу. Цивка знову вийшов у стартовому матчі проти «Портсмута» на Прайд Парк та заробив пенальті після того, як у штрафному майданчику суперника проти нього порушили правила, Роббі Саваж влучним ударом відкрив рахунок, а «Ремс» здобули перемогу з рахунком 2:0. Четвертим голом у футболці «Дербі» відзначився на 5-й хвилині переможного (3:2) поєдинку проти «Сканторп Юнайтед». 
5 лютого 2011 року головний тренер «Дербі» Найджел Клаф відкрито розкритикував Томаша за втрачений м'яч наприкінці гри, через який «Портсмут» зумів вирвати нічию (1:1). Клаф сказав про Цивку: «Він надзвичайно недосвідчений і не дуже яскравий футболіст ... він може повернутися до Вігана або звідки б він не прийшов — я не дуже [про це] турбуюся — допоки він не навчиться грати». Цей інцидент змусив керівника ПФА Гордона Тейлора до критики Клофа, він зазначив: «Не може бути доречним критикувати власну команду так публічно. Ми розберемося ... інакше це виглядає безперспективною ситуацією». Незважаючи на критику за матч з «Портсмутом» Томаш зіграв ще 6 матчів, перш ніж змушений був пропустити решту сезону через травму коліна.
Цивка знаходився поза грою в той час, як на початку сезону 2011/12 років «Дербі» продемонстрував найкращий результат за понад 100 років. Вперше в новому сезоні вийшов лише в 7-у поєдинку «Каунті», на виїзді проти «Ноттінгем Форест», проте через чотири хвилини після виходу на поле був замінений, оскільки з поля було вилучено Френка Філдінга й команді потрібен був воротар. Після трьох виходів на поле наприкінці матчу, в 12-у матчі сезону Томаш знову вийшов у стартовому складі, на виїзді проти «Редінга», коли через травми в розпорядженні «Дербі» залишилося лише два нападники, Томаш Цивка та Тео Робінсон. На 75-й хвилині того матчу Томаш вивів «Дербі» вперед (2:1), проте матч зрештою завершився внічию (2:2). Після низки невдалих матчів та втрати місця в першій команді Цивка повідомив тренеру «Дербі» Найджелу Клафу, що у січні 2012 року хоче залишити клуб вільним агентом. Після цього з'явилося повідомлення, що перехід до польського клубу зірвався, як згодом з'ясувалося це був лідер польської Екстракляси «Шльонськ» (Вроцлав).

### «Редінг»
26 січня 2012 року Томаш Цивка перейшов вільним агентом до «Редінга», підписавши з клубом контракт до завершення сезону. У команді обрав собі футболку під 41-м номером. Дебютував за нову команду в переможному (1:0) домашньому поєдинку проти «Брістоль Сіті», при цьому реалізував пенальті. Також зіграв останні 20 хвилин домашнього матчу проти «Ковентрі», відзначився вражаючим першим прийомом та дриблінгом. Під час виступів за «Редінг» отримав золоті медалі Чемпіоншипу. 2 травня 2002 року «Редінг» оголосив, що Томаш залишить розташування клубу.

### «Барнслі»
6 червня 2012 року Цивка підписав 1-річний контракт з іншим представником Чемпіоншиу, «Барнслі». 21 серпня 2012 року відзначився голом у програному (1:3) поєдинку проти «Вулвергемптона». 20 жовтня 2012 року вдруге вийшов на поле у футболці «Барнслі», в переможному (1:0) поєдинку на «Веллі» проти «Чарльтон Атлетік». Третім голом за «Червоних» відзначився в програному (3:5) поєдинку проти «Брістоль Сіті». У вересні того ж року відзначився голом у воротах «[Ноттінгем Форест[]]» після удару зі штрафного з відстані майже 40 метрів.

### «Блекпул»
28 липня 2014 року, після невдалого перегляді в «Чарльтон Атлетік», підписав 1-річний контракт з «Блекпулом». Дебютував за нову команду 9 серпня, відзначився дебютним голом за «Блекпул» 16 серпня 2014 року в програному поєдинку проти «Блекберн Роверз». 
26 листопада 2014 року Цивку віддали в оренду до «Рочдейла» до 3 січня 2015 року. Зіграв 3 матчі в складі цієї команди в національному чемпіонаті, а «Рочдейл» за підсумками сезону посів 8-е місце.
У травні 2015 року «Блекпул» надав Томашеві статус вільного агента.

### «Вісла» (Краків)
3 червня 2015 року уклав 3-річний контракт з клубом «Вісла» (Краків). Цей договір не було продовжено. Ще до його завершення з'явилася інформація, що Цивка стане гравцем познанського «Леха».

### «Лех» (Познань)
13 січня 2018 року підписав 2-річний контракт з познанським «Лехом». Дебютував за нову команду 12 липня 2018 року в першому кваліфікаційному раунді Ліги Європи проти «Гандзасар» (Капан). Станом на 5 березня 2019 року відіграв за команду з Познані 8 матчів у національному чемпіонаті.

## Виступи за збірні
Виступав у юнацьких збірних Польщі різних вікових категорій. Учасник юнацького чемпіонату Європи (U-19) 2006 року.
З 2007 року залучався до складу молодіжної збірної Польщі. Учасник молодіжного чемпіонату світу 2007 року. На молодіжному рівні зіграв у 6 офіційних матчах.

## Статистика виступів

### Клубна
Станом на 22 December 2018.
| Клуб                  | Сезон             | Ліга              | Ліга  | Ліга | Кубок | Кубок | Кубок ліги | Кубок ліги | Інші  | Інші | Загалом | Загалом |
| Клуб                  | Сезон             | Дивізіон          | Матчі | Голи | Матчі | Голи  | Матчі      | Голи       | Матчі | Голи | Матчі   | Голи    |
| --------------------- | ----------------- | ----------------- | ----- | ---- | ----- | ----- | ---------- | ---------- | ----- | ---- | ------- | ------- |
| «Віган Атлетік»       | 2006–07           | Прем'єр-ліга      | 0     | 0    | 0     | 0     | 1          | 0          | —     | —    | 1       | 0       |
| «Віган Атлетік»       | 2007–08           | Прем'єр-ліга      | 0     | 0    | 0     | 0     | 0          | 0          | —     | —    | 0       | 0       |
| «Віган Атлетік»       | 2008–09           | Прем'єр-ліга      | 0     | 0    | 1     | 0     | 0          | 0          | —     | —    | 1       | 0       |
| «Віган Атлетік»       | 2009–10           | Прем'єр-ліга      | 0     | 0    | 0     | 0     | 0          | 0          | —     | —    | 0       | 0       |
| «Віган Атлетік»       | Загалом           | Загалом           | 0     | 0    | 1     | 0     | 1          | 0          | —     | —    | 2       | 0       |
| Олдем Атлетік         | 2006–07           | Перша ліга        | 4     | 0    | 0     | 0     | 0          | 0          | 1     | 0    | 5       | 0       |
| Дербі Каунті (оренда) | 2009–10           | Чемпіоншип        | 5     | 0    | 0     | 0     | 0          | 0          | —     | —    | 5       | 0       |
| Дербі Каунті          | 2010–11           | Чемпіоншип        | 31    | 4    | 1     | 0     | 1          | 0          | —     | —    | 33      | 4       |
| Дербі Каунті          | 2011–12           | Чемпіоншип        | 8     | 1    | 0     | 0     | 1          | 0          | —     | —    | 9       | 1       |
| Дербі Каунті          | Загалом           | Загалом           | 44    | 5    | 1     | 0     | 2          | 0          | —     | —    | 47      | 5       |
| Редінг                | 2011–12           | Чемпіоншип        | 4     | 0    | 0     | 0     | 0          | 0          | —     | —    | 4       | 0       |
| Барнслі               | 2012–13           | Чемпіоншип        | 29    | 5    | 2     | 0     | 2          | 0          | —     | —    | 33      | 5       |
| Барнслі               | 2013–14           | Чемпіоншип        | 30    | 4    | 1     | 0     | 2          | 0          | —     | —    | 33      | 4       |
| Барнслі               | Загалом           | Загалом           | 59    | 9    | 3     | 0     | 4          | 0          | —     | —    | 66      | 9       |
| Блекпул               | 2014–15           | Чемпіоншип        | 6     | 1    | 0     | 0     | 1          | 0          | —     | —    | 7       | 1       |
| Рочдейл               | 2014–15           | Перша ліга        | 3     | 0    | 2     | 0     | 0          | 0          | —     | —    | 5       | 0       |
| Вісла (Краків)        | 2015–16           | Екстракляса       | 27    | 0    | 1     | 0     | —          | —          | —     | —    | 28      | 0       |
| Вісла (Краків)        | 2016–17           | Екстракляса       | 25    | 0    | 3     | 0     | —          | —          | —     | —    | 28      | 0       |
| Вісла (Краків)        | 2017–18           | Екстракляса       | 27    | 0    | 2     | 0     | —          | —          | —     | —    | 29      | 0       |
| Вісла (Краків)        | Загалом           | Загалом           | 79    | 0    | 6     | 0     | —          | —          | —     | —    | 85      | 0       |
| Лех (Познань)         | 2018–19           | Екстракляса       | 9     | 1    | 1     | 0     | —          | —          | 6     | 1    | 16      | 2       |
| Усього за кар'єру     | Усього за кар'єру | Усього за кар'єру | 208   | 16   | 14    | 0     | 8          | 0          | 7     | 1    | 237     | 17      |

1. ↑  Матчі в Трофеї футбольної ліги
2. ↑  Усі матчі в Лізі Європи